# Нејмар: будућност маште
Нејмар: будућност маште (итал. Neymar. Il futuro della fantasia) јесте књига о бразилском фудбалеру Нејмару (Нејмар да Силва Сантос Млађи), аутора Луке Кајолија (итал. Luca Caioli), објављена 2014. године у издању издавачка куће Ultra. Српско издање књиге је обајвила издавачка кућа „Наволи” из Београда 2014. године у преводу Марије Пејић.

## О аутору
Лука Кајоли је рођен у Милану 1958. године. Као спортски новинар радио је у многим значајнијнијим редакцијама, као што су: L’Unita’, La Repubblica, Corriere della sera, La Gazzetta dello sport. Опробао се и на телевизији као шеф спортске редакције Euronews. Од 2001. живи у Мадриду, где је почео да се бави и списатељским радом. Најпознатије објављене књиге су му о Месију, Роналду и Нејмару, које су преведене и на српски језик.

## О књизи
Књига Нејмар: будућност маште је прича од момку из предграђа Сао Паула, који је постао спортски идол Бразила. У свом родном Бразилу на врх лествице спортских звезда је подигнут још пре неколико година, а Европа је почела да га упознаје тек преласком у Барселону 2013. Упоређују га с највећим играчима које је Бразил подарио свету, а аутор ове књиге самоуверено тврди да је у питању "последњи песник бразилског фудбала".
У Тајму који је насловну старну посветио овом фудбалеру стоји да је он шампион који фудбалу даје још једну, потпуно нову димензију, популарни денди пун младалачке енергије, али и изванредан прототип фудбалера најновије генерације. 
Док је стварао књигу о Нејмару, Лука Кајоли је посетио места и људе који су обележили његов живот: Бразил у којем је провео детињство и младалачке дане, породицу, пријатеље, саиграче, тренере, Шпанију садашњости на тај начин прикупљајући сведочења оних који га добро познају - фудбалера, писаца, музичара, историчара и навијача и који идентификују будућност фудбала у њему.